# Lakhene
Lakhene is een bestuurslaag in het regentschap Nias Barat van de provincie Noord-Sumatra, Indonesië. Lakhene telt 690 inwoners (volkstelling 2010).